# 마티아스 올리베라
마티아스 올리베라 미라몬테스(스페인어: Mathías Olivera Miramontes, 1997년 10월 31일 ~ )는 우루과이의 축구 선수로 현재 이탈리아 세리에 A의 SSC 나폴리에서 레프트 백으로 활동하고 있다.